# Lake City (Arkansas)
Lake City é uma cidade  localizada no estado americano de Arkansas, no Condado de Craighead.

## Demografia
Segundo o censo americano de 2000, a sua população era de 1 956 habitantes.
Em 2006, foi estimada uma população de 2 014, um aumento de 58 (3.0%).

## Geografia
De acordo com o United States Census Bureau, a localidade tem uma área de 5,7 km², sem área coberta por água. Lake City localiza-se a aproximadamente 69 m acima do nível do mar.

## Localidades na vizinhança
O diagrama seguinte representa as localidades num raio de 24 km ao redor de Lake City.